# The Art of Excellence
The Art of Excellence è un album in studio del cantante statunitense Tony Bennett, pubblicato nel 1986.

## Tracce
1. Why Do People Fall in Love?/People
2. Moments Like This
3. What Are You Afraid?
4. When Love Was All We Had
5. So Many Stars
6. Everybody Has the Blues
7. How Do You Keep the Music Playing?
8. City of Angels
9. Forget the Woman
10. A Rainy Day
11. I Got Lost in Her Arms
12. The Day You Leave Me